# Nguy cơ Nội chiến Hoa Kỳ lần hai

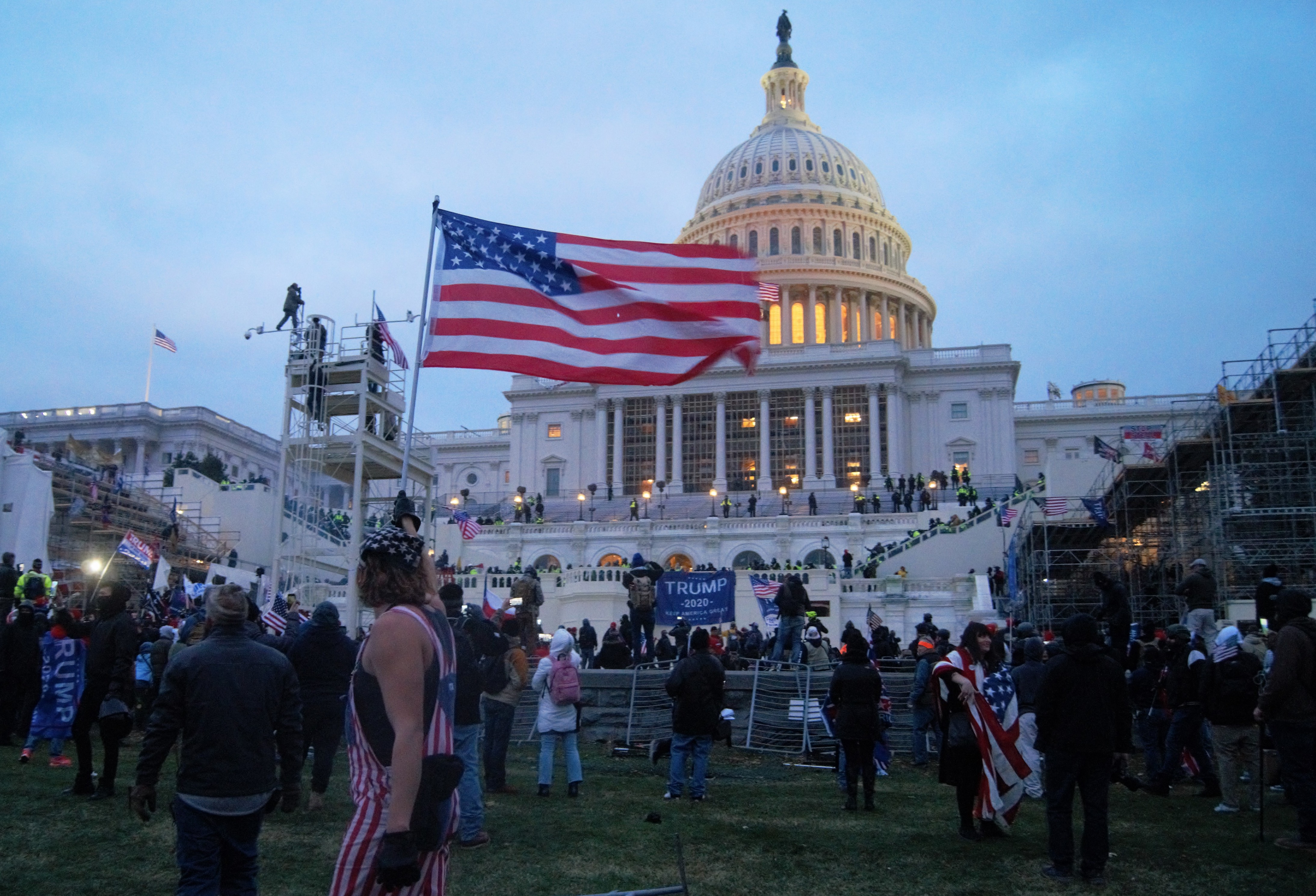
Sự kiện 6 tháng 1 được một số chuyên gia coi là bằng chứng cho thấy một cuộc nội chiến thứ hai có thể xảy ra ở Mỹ.

Nguy cơ Nội chiến Hoa Kỳ lần hai là một thuật ngữ chung được các học giả sử dụng để xác định các thời kỳ bạo lực chính trị quan trọng trong lịch sử Hoa Kỳ có phải là "nội chiến" hay không hoặc phổ biến hơn là để thảo luận về khả năng bùng nổ nội chiến Mỹ trong tương lai gần. Thảo luận về một cuộc nội chiến thứ hai đã xảy ra với tần suất và mức độ gay gắt khác nhau kể từ khi đệ nhất nội chiến kết thúc vào năm 1865.
Thảo luận về khả năng bùng nổ cuộc nội chiến thứ hai trở thành xu hướng chính một cách nghiêm túc do tác động phân cực của cuộc chiến thắng của Donald Trump trong cuộc bầu cử 2016. Nhiều người thuộc phái bảo thủ đã bày tỏ sự bất bình đối với chính quyền mà họ coi đang dần bạo ngược dưới thời trị vì của Đảng Dân chủ (Hoa Kỳ) như Tổng thống Hoa Kỳ Barack Obama và Chủ tịch Hạ viện Hoa Kỳ Nancy Pelosi. Trong khi đó, các nhóm chính trị cánh tả coi việc Trump đắc cử là dấu hiệu cho thấy các phong trào phản động, cực hữu, và chủ nghĩa cực đoan đang chiếm thế thượng phong, cảnh báo rằng hành vi kích động và phản dân chủ của Trump sẽ thúc đẩy bạo lực chính trị, trong khi nỗ lực của phái bảo thủ thân Trump nhằm lật đổ các chuẩn mực dân chủ sẽ dẫn đến sự trỗi dậy của chủ nghĩa phát xít, chủ nghĩa siêu dân tộc, chủ nghĩa dân tộc Cơ Đốc, và phái da trắng thượng đẳng. Kết quả là một xã hội Mỹ chia rẽ hận thù được hầu hết các chuyên gia coi là một trong những thời đại phân cực hóa chính trị nhất trong lịch sử Hoa Kỳ.